# Blackbird (violino)

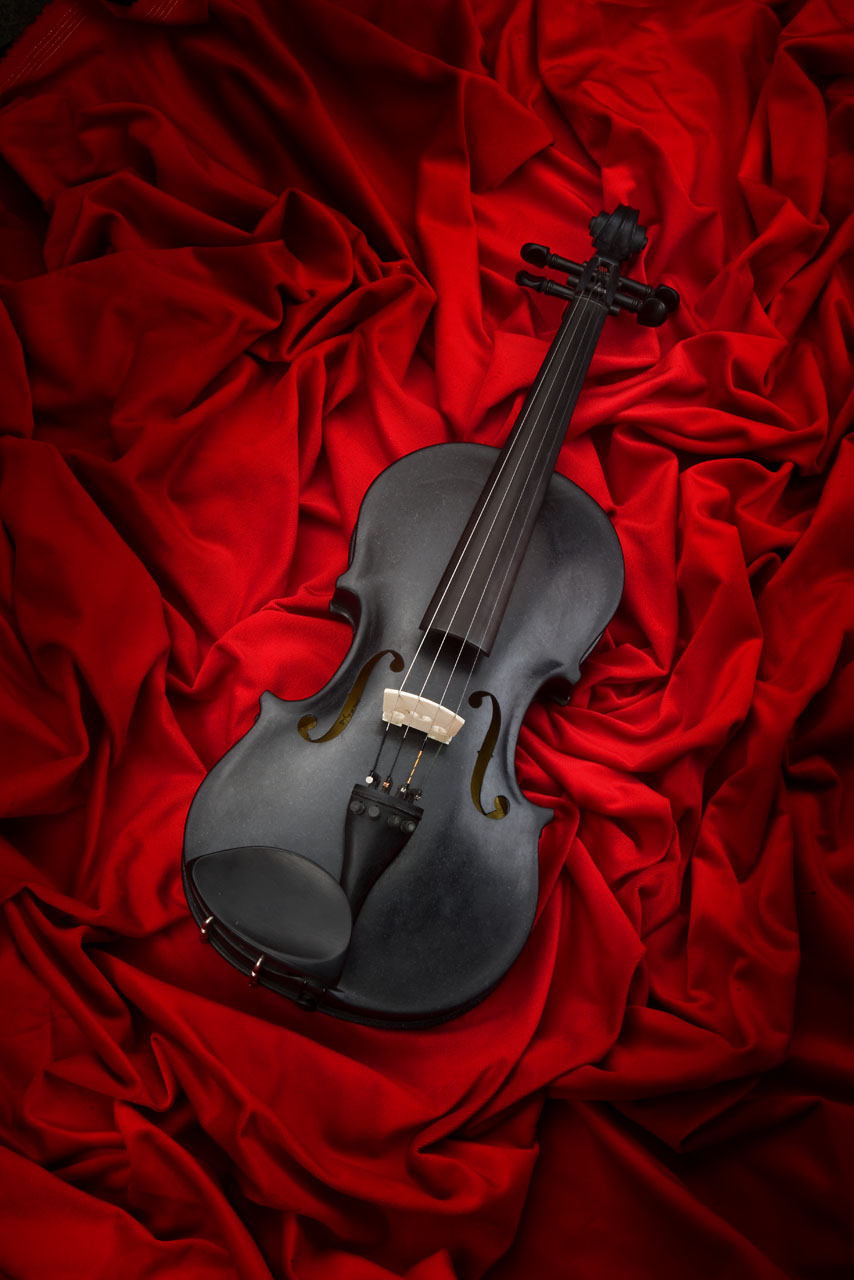
Il Blackbird

Il Blackbird è un violino in diabase nero a grandezza naturale, costruito nel 1992 dall'artista svedese Lars Widenfalk sulla base di disegni di Antonio Stradivari ma con modifiche tecniche che ne consentono la suonabilità. Deve il suo nome a quello inglese del merlo comune, per il colore che ne ricorda il manto.

## Ideazione
Widenfalk concepì l'idea di uno strumento musicale di pietra mentre lavorava a due grossi blocchi di diabase per decorare la sede della televisione norvegese a Oslo. in Norvegia. Nel 1990 acquistò un piccolo blocco di alta qualità e intensa scurezza, proveniente probabilmente dalle cave della Scania settentrionale, ed esso gli parve delle giuste dimensioni per ricavarne un violino. La roccia proveniva dalla lapide funeraria di suo nonno materno, abbandonata dopo la costruzione di una tomba di famiglia.

## Realizzazione
Il diabase è una roccia ignea nera dalla struttura densa e finemente cristallina. Quella usata per la tavola e il manico del violino ha circa 1,6 miliardi di anni. In realtà la lapide non era sufficiente per tutto il violino, e così per il fondo fu usato un porfido di circa 1,9 miliardi di anni proveniente dalla provincia di Härjedalen. Il violino, basato sui disegni di Stradivari e appositamente modificato, pesa 2 kg; la sua realizzazione ha richiesto due anni.

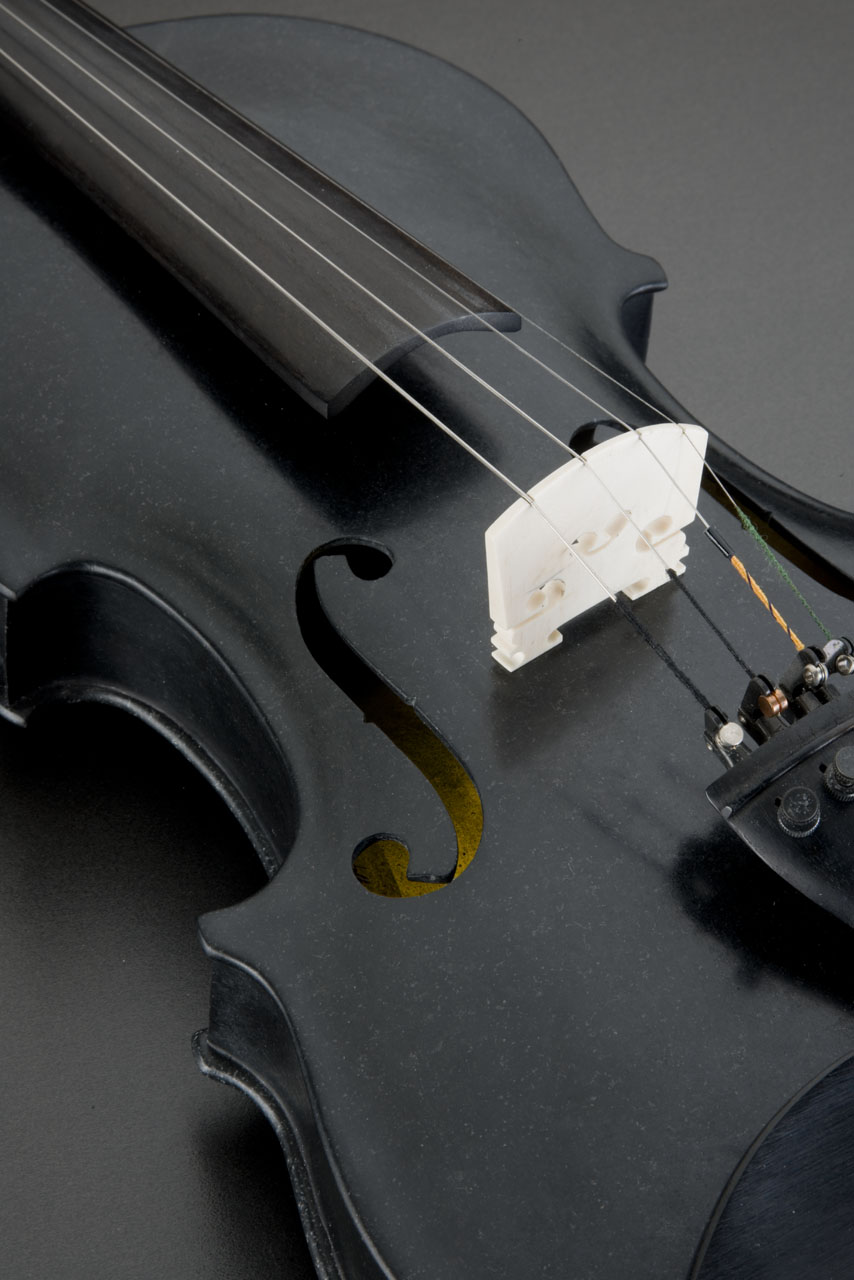
Ponticello in avorio giallo

La cassa armonica ha uno spessore di 2,5 mm. Per le fasce Widenfalk ha ritagliato una lastra di 30 mm di spessore conferendole la forma esterna del violino, per poi rimuovere l'interno con un getto d'acqua e utensili manuali fino a creare una fascia di massimo 2 mm. L'interno della cassa è dorato, la tastiera è in ebano. L'incollatura delle varie parti della cassa armonica ha richiesto una colla bicomponente; il manico è stato fissato al corpo dello strumento con due perni d'acciaio argentato. Il ponticello è stato ricavato da un pezzo d'avorio di mammut siberiano, giallo, a simboleggiare il becco del merlo.

## Esibizioni
Il compositore svedese Sven-David Sandström ha scritto musica appositamente per il Blackbird, che ne diede la prima pubblica dimostrazione al padiglione svedese dell'Expo di Siviglia nel 1992. Lo stesso anno il violino fu benedetto da Giovanni Paolo II a Roma. In seguito il violino ha suonato in molte località tra le quali Dubai, Lussemburgo, Monza, Milano, Norimberga, Oslo, Praga, Stoccolma e Washington.

## Altri violini di pietra
Lo scultore ceco Jan Řeřicha ha costruito violini di marmo, di peso variabile dai 3,6 ai 6,5 kg.